# Đồng vị phóng xạ tổng hợp
Đồng vị phóng xạ tổng hợp là đồng vị phóng xạ không có trong tự nhiên: không tồn tại quá trình hay cơ chế tự nhiên nào tạo ra nó, hoặc nó không ổn định đến mức bị phân rã trong một khoảng thời gian rất ngắn (ví dụ như techneti-95 và promethi-146). Nhiều trong số này được tìm thấy và thu thập từ các tổ hợp nhiên liệu hạt nhân đã qua sử dụng. Một số phải được tạo ra trong máy gia tốc hạt.

## Sản xuất
Một số đồng vị phóng xạ tổng hợp được chiết xuất từ fuel rod của các lò phản ứng hạt nhân đã qua sử dụng, có chứa các sản phẩm phân hạch khác nhau. Ví dụ, người ta ước tính rằng cho đến năm 1994, khoảng 49.000 terabecquerel (78 tấn) techneti đã được tạo ra trong các lò phản ứng hạt nhân, cho đến nay vẫn là nguồn chủ yếu của techneti trên mặt đất.
Một số đồng vị tổng hợp được tạo ra với số lượng đáng kể bằng phản ứng phân hạch. Các đồng vị khác được tạo ra bằng cách chiếu xạ neutron của các đồng vị gốc trong lò phản ứng hạt nhân (ví dụ, techneti-97 có thể được tạo ra bằng cách chiếu xạ neutron của rutheni-96) hoặc bằng cách bắn phá các đồng vị gốc bằng các hạt năng lượng cao từ máy gia tốc hạt.
Nhiều đồng vị được tạo ra trong cyclotron, ví dụ như fluor-18 và oxy-15 được sử dụng rộng rãi để chụp cắt lớp phát xạ positron.

## Công dụng
Hầu hết các đồng vị phóng xạ tổng hợp có chu kỳ bán rã ngắn. Mặc dù chúng gây nguy hiểm cho sức khỏe, các chất phóng xạ có nhiều công dụng trong y tế và công nghiệp.

### Y học hạt nhân
Lĩnh vực y học hạt nhân bao gồm việc sử dụng các đồng vị phóng xạ để chẩn đoán hoặc điều trị bệnh.

#### Chẩn đoán
Các hợp chất radioactive tracer, dược phẩm phóng xạ được sử dụng để quan sát chức năng của các cơ quan và hệ thống cơ thể khác nhau.
Đồng phân hạt nhân techneti-99m là nguồn phát ra tia gamma được sử dụng rộng rãi trong chẩn đoán y tế vì nó có chu kỳ bán rã khoảng 6 giờ, và chúng có thể dễ dàng tạo ra trong bệnh viện bằng cách sử dụng máy phát techneti-99m. Nhu cầu toàn cầu hàng tuần đối với đồng vị molybden-99 là 440 TBq (12.000 Ci) trong năm 2010, chủ yếu được cung cấp bởi quá trình phân hạch urani-235.

#### Điều trị
Một số đồng vị phóng xạ và hợp chất được sử dụng để điều trị trong y tế. Ví dụ, iod-131 được sử dụng để điều trị một số rối loạn và khối u của tuyến giáp.